# Fino alla fine (film)
Fino alla fine (No Way Back) è un film del 1995 diretto da Frank A. Cappello con protagonisti Russell Crowe e Helen Slater.

## Trama
Zack Grant è un agente dell'FBI che non si è più completamente ripreso dalla morte della moglie, avvenuta durante il parto del figlio Eric, il che l'ha reso piuttosto scontroso con chiunque gli capiti fra le mani. Ora però deve combattere contro il tempo ed il boss della Yakuza Frank Serlano che gli ha rapito il figlio, il quale lo ritiene responsabile dell'uccisione del suo unico figlio Victor, rimasto vittima in un conflitto a fuoco improvvisato dalla sua collega Seiko Kobayashi, alla quale era stato semplicemente ordinato di infiltrarsi nell'organizzazione come spia per estorcere informazioni. Quando Zack perde il contatto radio con Seiko, insospettendosi che qualcosa sia andato storto, irrompe nell'abitazione e dopo aver assistito alla carneficina di Victor e dei suoi uomini, non farà in tempo a scoprire cosa sia realmente accaduto, in quanto Seiko si lascerà deliberatamente cadere dal balcone togliendosi la vita. Successivamente si scoprirà che il vero mandante dell'uccisione di Victor era il fratello Yuji Kobayashi, che l'aveva commissionata per poter vendicare la morte del loro padrino, trucidato dagli scagnozzi del boss.